# Roberto Bucchioni
Roberto Bucchioni (La Spezia, 1º febbraio 1973) è un allenatore di calcio ed ex calciatore italiano, di ruolo difensore.

## Carriera

### Giocatore
Debutta tra i professionisti tra le file della Sampdoria, dove ha la possibilità di giocare 6 partite in Serie A.
La sua carriera è però dettata da infortuni importanti e quindi si svilupperà non oltre la Serie C1, vestendo le maglie del Bologna, del Prato, del Modena, del Brescello e del Palazzolo, prima di concludersi sui campi dilettantistici del Fo.Ce.Vara, dell'Aglianese e della Lunigiana.

## Allenatore
Inizia come vice di Giuseppe Ravasi nei Crociati Noceto, passando poi ad occuparsi della formazione berretti. Nel 2011 viene chiamato dal Parma alla guida dei giovanissimi regionali, passando la stagione successiva ai nazionali. Nella stagione 2016/2017 vince lo scudetto under 15 serie C con il Parma calcio.
Nella stagione 2018/2019 viene chiamato dal Sassuolo alla guida degli under 16 neroverdi perdendo con il Benevento i quarti di finale playoff scudetto dopo aver raggiunto il secondo posto nel girone alle spalle della Juventus. Allena gli under 16 del Sassuolo anche nella stagione 2019/2020 e 2020/2021.

## Palmarès

### Club

#### Competizioni nazionali
- Coppa Italia: 1

Sampdoria: 1993-1994
- Serie C1: 1

Bologna: 1994-1995
- Coppa Italia Serie C: 1

Prato: 2000-2001
- Serie C2: 1

Prato: 2001-2002